# Goran Rađenović
Goran Rađenović (en serbe : Горан Рађеновић, né le 4 novembre 1966 à Niš) est un joueur de water-polo yougoslave, champion olympique en 1988.
Il devient ensuite entraîneur de water-polo.
- CIO
- Olympedia